# Єшовець (Словенська Бистриця)
Єшовець (словен. Ješovec) — поселення в общині Словенська Бистриця, Подравський регіон‎, Словенія.